# Фролищи
Фроли́щи — рабочий посёлок (посёлок городского типа) в Володарском районе Нижегородской области России.
Входит в Володарский район, в составе которого представляет собой административно-территориальное образование (рабочий посёлок) и одноимённое муниципальное образование рабочий посёлок Фролищи со статусом городского поселения как единственный его населённый пункт.

## География
Расположен на возвышенности (на т. н. «Красных Фролищевых горах») рядом с точкой схождения границ Нижегородской, Владимирской и Ивановской областей. По окраине посёлка протекает река Лух (левый приток Клязьмы), которая известна как популярный байдарочный маршрут.
Посёлок располагается в самом центре огромного лесного массива, в состав которого входят Гороховецкие леса, Яропольский и Мугреевский бор (не путать с одноимённым населённым пунктом Мугреевский Бор Ивановской области, до 2008 года административно входившим в состав Фролищ). В окрестностях посёлка располагается множество озёр карстового происхождения: Санхар (Санхр), Кщара (Кшара), Юхор, Большая Гарава, Малая Гарава, Варех, Утрех, Светлые и Еловые, Великое, Светецкое. Леса и болота, окружающие посёлок Фролищи, богаты грибами, ягодами, в пойме реки Лух произрастает лещина. Большой популярностью окрестные леса пользуются у любителей охоты, а озёра — у любителей рыбалки и дайверов.

## Население
| 1859  | 1905  | 1926  | 1959  | 1970  | 1979  | 1989  |
| ----- | ----- | ----- | ----- | ----- | ----- | ----- |
| 200   | ↘80   | ↗236  | ↗2992 | ↘2951 | ↘2507 | ↘2046 |
| 1999  | 2002  | 2008  | 2009  | 2010  | 2011  | 2012  |
| ↗2240 | ↘1687 | ↘1477 | ↘1421 | ↗1644 | ↘1637 | ↘1622 |
| 2013  | 2014  | 2015  | 2016  | 2017  | 2018  | 2019  |
| ↘1552 | ↘1509 | ↘1485 | ↘1464 | ↘1449 | ↘1422 | ↘1399 |
| 2020  | 2021  |       |       |       |       |       |
| ↘1396 | ↘1215 |       |       |       |       |       |

## Социальные учреждения
- МБОУ СШ № 7. (Интерактивная панорама школьного двора)
- МДОУ Детский сад № 15;
- Участковая больница;
- Библиотека;
- Почтовое отделение;
- Сельский дом культуры «Лес»;
- Музей

## Транспорт
В поселке Фролищи заканчивается одноколейная неэлектрифицированная железнодорожная ветка Ильино — Фролищи, по которой курсирует рельсовый автобус.
Маршрутные такси, работающие по маршрутам: Дзержинск — Ильино — Фролищи (№ 130), Сейма-Ильино — Фролищи (№ 108).